# Auze (Cère)
Die Auze (französisch: Ruisseau d’Auze) ist ein kleiner Fluss im französischen Zentralmassiv, der im Département Cantal der Region Auvergne-Rhône-Alpes, westlich der Stadt Aurillac verläuft.

## Geographie

### Verlauf
Die Auze entspringt unter dem Namen Ruisseau de Lacamp im südlichen Gemeindegebiet von Crandelles, entwässert mit einem Bogen über Süd generell Richtung Westen, nimmt erst im Unterlauf seinen definitiven Namen an und mündet nach insgesamt rund 15 Kilometern an der Gemeindegrenze von Saint-Étienne-Cantalès und Saint-Gérons im Rückstau der Barrage de Nèpes als rechter Nebenfluss in die Cère. Im Unterlauf quert die Auze die Bahnstrecke Souillac–Viescamp-sous-Jallès.

### Orte am Fluss
(Reihenfolge in Fließrichtung)
- Le Bouyssou, Gemeinde Crandelles
- Saint-Paul-des-Landes
- La Veyssière, Gemeinde Lacapelle-Viescamp
- Saint-Étienne-Cantalès
- Puech Mégerie, Gemeinde Saint-Gérons